# شورش پادگان سلماس
شورش پادگان سلماس روز دوم تیر ۱۳۰۵ رخ داد که در آن سربازان و درجه داران پادگان سلماس به علت نرسیدن حقوق و ندادن جیره و سختی معیشت دست به شورش علیه فرمانده و صاحب‌منصبان آن فوج زدند. شورش پادگان مراوه‌تپه همزمان با این شورش رخ داد. شورش‌ها به زودی سرکوب و تعدادی از عاملان آن تیرباران شدند.

## آغاز شورش و مقتول شدن فرمانده پادگان
برای تکوین شورش ابتدا چهارده نفر از درجه داران هنگ مختلط آذر لشکر آذربایجان که به علت نرسیدن حقوق، جیره و سختی معیشت در مضیقه بودند در یکی از خرابه‌های نزدیک سربازخانه گرد آمده و پس از سوگند به قرآن تصمیم به شورش و طغیان می‌گیرند. آنان تصمیم گرفتند کلیه صاحب‌منصبان پادگان را به قتل برسانند. لذا شب هنگام و پس از آنکه صاحب‌منصبان پادگان را ترک کردند، وارد پادگان شده و عده‌ای از سربازان را با خود همراه ساخته و در اسلحه خانه را باز نموده و مسلح می‌شوند. در این موقع بقیه نفرات هم با آنها همکاری نموده مسلح می‌شوند. شورشیان به دو دسته تقسیم می‌شوند: عده‌ای به طرف خوی حرکت کرده و بعضی وارد شهر سلماس می‌شوند. شورشیان در سلماس شروع به غارت بازار نموده و مغازه‌ها را به آتش می‌کشند. عده‌ای نیز به طرف منازل صاحب‌منصبان رفته تا آنها را به قتل برسانند. تعدادی از افسران با موضع‌گیری و تیراندازی موفق می‌شوند متمردین را فراری دهند اما سرهنگ یوسف ارفعی فرمانده پادگان به محاصره شورشیان درآمده و پس از یک مشاجره لفظی کوتاه با سرنیزه و گلوله از پای درمی‌آید.
استفانی کرونین اما روایت دیگری از چگونگی آغاز شورش نقل کرده است: ظاهراً سرهنگ یوسف خان فرمانده پادگان فروش نسیه اجناس از سوی بازرگانان به سربازان را ممنوع کرده بود. خودداری از دادن نیم کیلو شکر به یک سرباز موجب غوغا شد و سرباز فروشنده را کشت. سرهنگ یوسف خان دستور داد آن سرباز را دستگیر کنند. اما سربازان استنکاف ورزیدند و در درگیری که متعاقب آن روی داد سرهنگ یوسف‌خان کشته شد. همچنین در این منبع گفته شده که چپاول و تیراندازی به غیرنظامیان سلماس حقیقت نداشته و بخش عمده‌ای از مصادرات سربازان یاغی مربوط بوده است به دو شرکت تجاری روسی. در خوی نیز سربازان موجودی نقدی دفاتر دولتی، گمرک، تلگرافخانه و پست را ضبط کردند.

## سرکوب شورش
پس از قتل سرهنگ ارفعی و غارت و چپاول پادگان و مغازه‌ها در سلماس و خوی، مراتب به اطلاع لشکر تبریز می‌رسد. بلافاصله یک گردان پیاده و یک گروهان سوار با مهمات کامل به سمت خوی حرکت می‌کند. فرماندهی این واحدها به عهده سرهنگ محتشم نظام بود. سرهنگ محتشم نظام موفق می‌شود با چربزبانی و تدبیر فتنه را بخواباند و متعاقباً سیصد نفر از پادگان سلماس خلع سلاح و دستگیر شدند. پس از گزارش جریان به تهران، سرلشکر حسین خزاعی برای رسیدگی و مجازات مقصرین وارد سلماس می‌شود. پس از بازجویی مختصر، مقصرین را معین و پنجاه و چهار نفر از خاطیان در حیاط کوچکی در داخل سربازخانه تیرباران می‌شوند. عده‌ای نیز به حبسهای طویل‌المدت محکوم شدند.